# Casa Antón
La casa Antón, también conocida como chalet Antón, es un edificio de estilo modernista situado en la ciudad de Ferrol (Galicia, España), proyectado por el arquitecto gallego Rodolfo Ucha Piñeiro en 1918.
La casa, destinada a vivienda particular, fue un encargo de Emilio Antón Iboleón, comerciante y alcalde de la ciudad en diferentes mandatos.

## Descripción
El edificio constaba originariamente de un semisótano, planta baja, primer piso y segunda planta bajo cubiertas. Sin embargo, una reforma ejecutada en 1960 "desfiguró" su imagen y volumetría al añadírsele una altura más que eliminó el juego de cubiertas y buhardillas, características originales que le otorgaban una especial singularidad.
En la fachada destacan la decoración de los vanos, especialmente en los guardapolvos y parte inferior de antepechos. Y muy particularmente el mirador hexagonal situado en la esquina, con amplios ventanales de carpintería de madera, inequívocamente modernista, rematados por un estilizado chapitel. La entrada al edificio se produce a través de un patio de clara inspiración andaluza, con el que Emilio Antón quiso recordar la tierra de su mujer.
Destacan igualmente las marquesinas de vidrio montadas sobre forja y el cerramiento de la finca con machones y rejería de cuidado diseño.
La edificación pertenece al conjunto histórico-artístico del barrio de A Magdalena y a la ruta modernista de Ferrol.
En la actualidad, el edificio es sede del Colegio «Jesús Maestro» de las Discípulas de Jesús.